# Jal (Nuevo México)
Jal es una ciudad ubicada en el condado de Lea en el estado estadounidense de Nuevo México. En el Censo de 2010 tenía una población de 2047 habitantes y una densidad poblacional de 172,38 personas por km².

## Geografía
Jal se encuentra ubicada en las coordenadas 32°6′56″N 103°11′21″O / 32.11556, -103.18917. Según la Oficina del Censo de los Estados Unidos, Jal tiene una superficie total de 11.88 km², de la cual 11.88 km² corresponden a tierra firme y (0%) 0 km² es agua.

## Demografía
Según el censo de 2010, había 2047 personas residiendo en Jal. La densidad de población era de 172,38 hab./km². De los 2047 habitantes, Jal estaba compuesto por el 84.81% blancos, el 0.83% eran afroamericanos, el 0.73% eran amerindios, el 0.15% eran asiáticos, el 0% eran isleños del Pacífico, el 11.82% eran de otras razas y el 1.66% pertenecían a dos o más razas. Del total de la población el 48.12% eran hispanos o latinos de cualquier raza.